# Cormot-le-Grand
Cormot-le-Grand är en kommun i departementet Côte-d'Or i regionen Bourgogne-Franche-Comté i östra Frankrike. Kommunen ligger i kantonen Nolay som tillhör arrondissementet Beaune. År 2013 hade Cormot-le-Grand 149 invånare.

## Befolkningsutveckling
Antalet invånare i kommunen Cormot-le-Grand
Referens:INSEE